# Supercruise
Supercruise – supercruise to trwały lot z prędkością ponaddźwiękową samolotu przenoszącego ładunek użyteczny, pasażerów lub uzbrojenie, wykonywany w sposób wydajny, co zwykle oznacza, że samolot nie wykorzystuje w tym celu niewydajnych pod kątem zużycia paliwa dopalaczy. 
Silniki oferujące takie możliwości to np. Pratt & Whitney F119, Eurojet EJ200, Snecma M88, General Electric F414, AL-41F-1S. Niewiele samolotów produkowanych seryjnie ma takie możliwości np. MiG-25, SR-71 Blackbird, Eurofighter Typhoon, Dassault Rafale, Saab JAS 39 Gripen, Su-35, F-22 Raptor, a w lotnictwie cywilnym Concorde oraz Tu-144 (unowocześnione wersje, np. Tu-144D z silnikami Kolesow RD-36-51A). Supercruise jest jednak zdolnością umowną – przykładowo amerykańskie siły powietrzne nie uznają za zdolny do supercruise samolotu, który nie jest w stanie osiągnąć i utrzymać bez użycia dopalczy prędkości przynajmniej Ma 1,5, do czego zdolnych jest tylko kilka samolotów na świecie.
Dopalacze, których większość samolotów używa do osiągania prędkości naddźwiękowych, wymagają podania ogromnych ilości paliwa lotniczego (zwiększenie od 3 do 5 razy w porównaniu ze zwykłą pracą silnika).
Samolot może korzystać ze zdolności supercruise zwykle na znacznej wysokości (gdzie powietrze jest rzadsze i przez to mniejszy jest jego opór), która ogranicza możliwość wykorzystywania ukształtowania terenu do ukrycia samolotu przed wrogimi sensorami (zagrożenie obroną przeciwlotniczą). Powoduje to, że oczywiste jest zaimplementowanie takich możliwości w samolotach typu stealth. Poza korzyściami w zakresie ekonomiki lotu, usunięcie konieczności wykorzystania dopalacza ogranicza również emisję promieniowania podczerwonego przez silnik, co przekłada się na zmniejszenie sygnatury termicznej statku powietrznego, istotnej w zakresie unikania wykrycia przez sensory typu IRST, czy też głowice naprowadzające przeciwlotniczych pocisków rakietowych.